# سونيا وايلد
سونيا وايلد (بالإنجليزية: Sonya Wilde)‏ هي ممثلة أمريكية، ولدت في 1939.

## وصلات خارجية
- سونيا وايلد على موقع IMDb (الإنجليزية)
- سونيا وايلد على موقع قاعدة بيانات برودواي على الإنترنت (الإنجليزية)
- سونيا وايلد على موقع قاعدة بيانات الفيلم (الإنجليزية)